# Tethyaster pacei
Tethyaster pacei är en sjöstjärneart som först beskrevs av Ole Theodor Jensen Mortensen 1925.  Tethyaster pacei ingår i släktet Tethyaster och familjen kamsjöstjärnor. Inga underarter finns listade i Catalogue of Life.